# Cinq grandes montagnes-village
Les Cinq grandes montagnes-village (chinois : 五大镇山 ; pinyin : wǔ dà zhènshān) sont cinq montagnes sacrées des temps anciens en Chine :
- le mont Yi (zh) (沂山) à l'est, sur le xian de Linqu, dans la province du Shandong ;
- le mont Wu (zh) (吴山) à l'ouest, dans le district de Chencang, à Baoji, dans la province du Shaanxi ;
- le mont Yiwulü (zh) (医巫闾山) au Nord, à Beizhen, dans la province du Liaoning ;
- les monts Kuaiji (会稽山) au sud, à Shaoxing, dans la province du Zhejiang ;
- le mont Huo (zh) (霍山) au centre, à Huozhou, dans la province du Shanxi.